# Hausen ob Verena
Pour les articles homonymes, voir Hausen.
Hausen ob Verena est une commune de Bade-Wurtemberg (Allemagne), située dans l'arrondissement de Tuttlingen, dans le district de Fribourg-en-Brisgau.